# Hanna Hansdotter
Hanna Hansdotter, född 1701, död efter år 1756, var den sista person i Sverige som dömdes till döden för häxeri. Domen blev dock inte verkställd utan omvandlades till livstids straffarbete. 
Hanna Hansdotter var från Östra Grevie. Hon ställdes den 27 oktober 1756 inför rätta i byn Klörup på Söderslätt i Skåne åtalad för häxeri. Hon var vid åtalet 55 år gammal och tillhörde de fattigaste i samhället. Hon hade tidigare suttit fängslad på Malmöhus slott för "ogudaktigt leverne" och genom domslut i tingsrätten separerad från sin make och förvisad från parets gemensamma hem. Hon beskrivs som bråkig och alkoholiserad.   
Vid rättegången intygade flera vittnesmål att Hanna hade tiggt i byarna och hotat med att förorsaka olyckor och sjukdom mot dem som inte gjorde henne till viljes, och att hon vid flera tillfällen hade verkställt hotelserna. Gästgivaren Lundsten i Klörup avlade ett vittnesmål om att han hade blivit sjuk efter att ha ätit ett äpple som Hanna bjudit honom på. Hennes motiv misstänkte han var att han tidigare hade nekat henne brännvin. Drängen Ola Larsson vittnade om att han en gång hade avvisat Hanna från en begravningssammankomst. Hon ska då enligt honom ha hotat med att "han aldrig mer skulle leda ut någon". Därefter ska han ha blivit sjuk. En korpral Docken intygade att han hört Hanna berätta att hon förorsakat prästen Floreaus i Slågarp "hufwudyhr och tokot". 
Hanna Hansdotter själv förnekade att hon var en häxa. Hon medgav att hon hade läst psalm 109 fyrtio gånger och bett Gud straffa människor som behandlat henne orätt, men hon tyckte inte att det kunde ligga något ont i "läsa Guds egna ord". Läkaren J Linhult undersökte på domstolens begäran de personer som sade sig ha blivit sjuka genom Hannas förtrollningar. Han rapporterade att deras sjukdomar hade naturliga orsaker. 
Hanna Hansdotter dömdes som skyldig till att ha förorsakat en Per Hanssons död genom trolldom. Hon dömdes också för att ha begått äktenskapsbrott med både gifta och ogifta män under sin tid som gift. Hon dömdes till döden genom halshuggning, varefter kroppen skulle brännas på bål. Häradsrätten i Klörup överlämnade sedan målet till Göta hovrätt, som omvandlade dödsdomen till livstids straffarbete på Långholmens spinnhus. Hon fördes till spinnhuset i Stockholm i september 1756. Hennes vidare öden är okända. 